# Joern Renzenbrink
Joern Renzenbrink (nacido el 17 de julio de 1972) es un tenista profesional alemán. Su mejor ranking individual fue el N.º 70 alcanzado el 12 de septiembre de 1994.